# 王甦
王甦（1931年—2003年），男，江苏六合人，中国心理学家，中国心理学会终身成就奖获得者，曾任中国心理学会理事长，第八、九届全国政协委员。2003年10月3日去世，當年他恰好完成Philip Zimbardo敎授的著作《心理學與生活》的序言翻譯。